# Thomas Schaidthauf
Thomas Schaidthauf (auch Thomas Schaidhauf; * 1735 in Raisting; † 1807) war ein Stuckateur und Bildhauer aus der Wessobrunner Schule.

## Leben

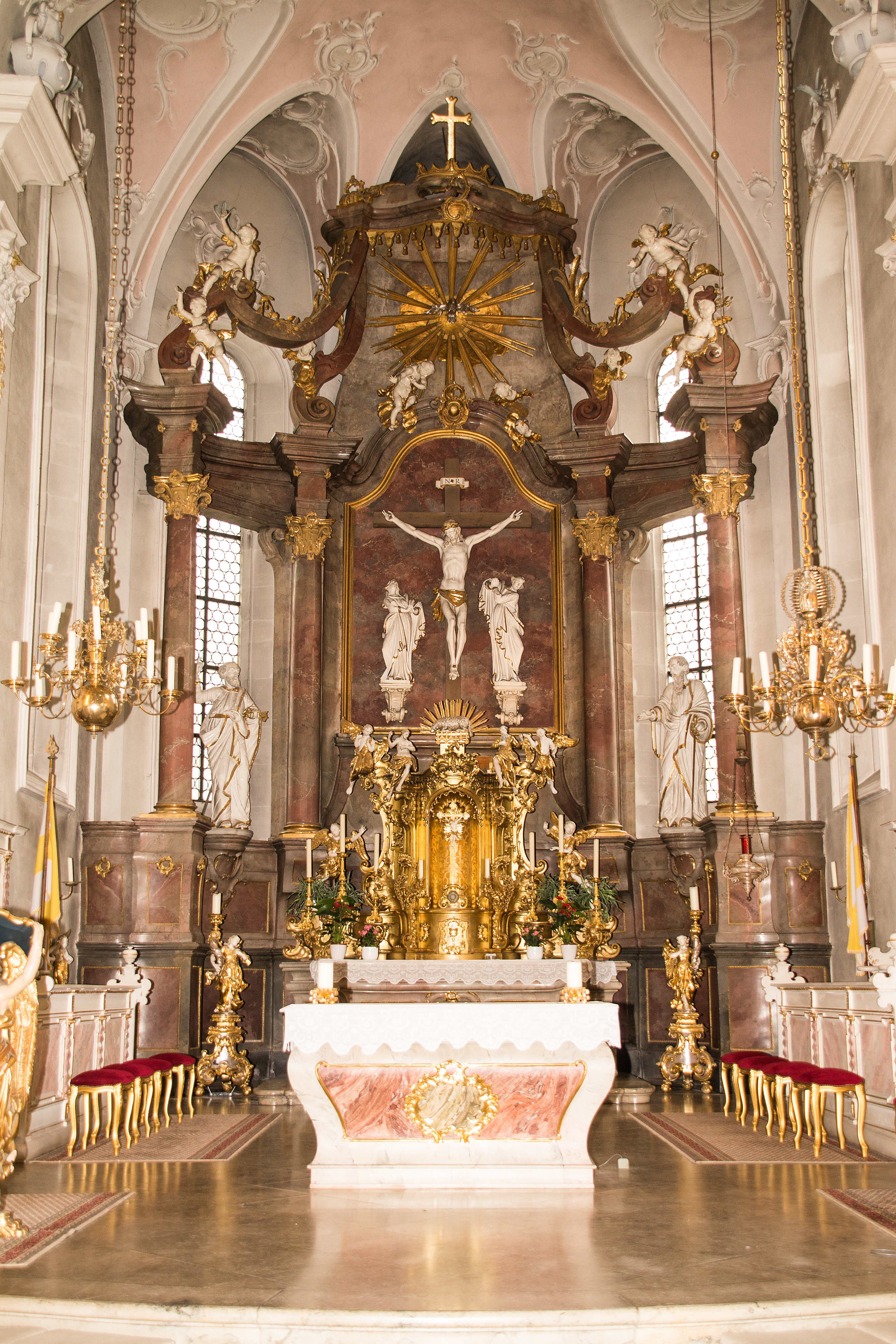
Hochaltar der Jakobuskirche in Lauda

Thomas Schaidthauf wurde im Jahr 1735 in Raisting geboren, das zum nahegelegenen Kloster Dießen am Ammersee gehörte. Der Vater Johann Peter Schaidthauf war als Bildhauer und Stuckateur tätig und hatte bereits Kontakte in das Hochstift Würzburg geknüpft. Wahrscheinlich weilte er den Sommer über in der Fremde und kehrte über den Winter zu seiner Familie zurück. Die Mutter Apollonia Rosina Ruech aus Dettenhofen übernahm während dieser Zeit die Erziehung der Kinder, zu denen auch der später ebenfalls als Bildhauer tätige jüngere Bruder Benedikt gehörte.
Über das Leben des Thomas Schaidthauf ist nur wenig bekannt. Lange Zeit ging man davon aus, dass er erst am 12. Dezember 1741 geboren worden war. Das falsche Geburtsdatum fand sich auch im Trauungsbuch des Klosters Neresheim. Hier heiratete Thomas Schaidthauf 1779 die 22-jährige Maria Franziska Lidl aus einer Gastwirtsfamilie in Dießen. Schaidthauf war inzwischen zum Klosterstuckateur der Benediktiner von Neresheim aufgestiegen und hatte seinen Lebensmittelpunkt nach Schwaben verlegt. Er war aber ebenfalls im Hochstift Würzburg tätig, wo als Hauptwerk die Ausstattung der Laudaer Stadtpfarrkirche entstand. Thomas Schaidthauf starb im Jahr 1807.

## Werke (Auswahl)
- 1767, Lauda, Liebfrauenkapelle, Stuck
- 1767–1774, Lauda, St. Jakobus, Hochaltar, Stuckierung[4]